# Xã Odessa, Quận Jewell, Kansas
Xã Odessa (tiếng Anh: Odessa Township) là một xã thuộc quận Jewell, tiểu bang Kansas, Hoa Kỳ. Năm 2010, dân số của xã này là 21 người.